# فرد جکمن
فرد جکمن (انگلیسی: Fred Jackman؛ ‏ ۹ ژوئیهٔ ۱۸۸۱ – ۲۷ اوت ۱۹۵۹) کارگردان و فیلم‌بردار اهل ایالات متحده آمریکا بود. 
از فیلم‌هایی که وی در آن‌ها نقش داشته است، می‌توان به مالی ئو، همسایه‌تو بپا، عشق، شرافت و سلوک، چهارراه‌های نیویورک، قانون هیچ‌کس، یانکی دودل در برلین و پائین مزرعه اشاره نمود.